# Snabbt som blixten de försvinna
Snabbt som blixten de försvinna är en psalm om åren som går så fort, skriven av tysken Balthasar Münter år 1774. Texten översattes av Johan Åström 1816.

## Publicerad som
- Nr 408 i 1819 års psalmbok under rubriken "Med avseende på särskilda personer, tider och omständigheter: Årets början och slut: Nyårspsalmer".
- Nr 463 i 1937 års psalmbok under rubriken "Årsskifte".